# 恩城街道
恩城街道（おんじょうがいどう）は、広東省恩平市の街道。現行行政地名は恩城街道小島社区、恩城街道飛鵝塘社区などの社区10個、村18個がある。面積は162.5 km²。2021年7月までの戸籍人口は18.5万人、居住人口は21.6万人。

## 行政区画
10個、村18個を管轄する。

## 施設
・介護施設：
・図書館：

### 交通
・地下鉄の駅：

### 教育
・大学：
・中学：
・小学：

### 医療
・病院：

### 娯楽
・体育館：